# Golfo de Ancud
Golfo de Ancud är en bukt i Chile.   Den ligger i regionen Región de Los Lagos, i den södra delen av landet, 1 000 km söder om huvudstaden Santiago de Chile.